# Franz-Josef Pangels
Franz-Josef Pangels (né le 28 juillet 1935 à Matzerath et mort le 23 novembre 2004 à Erkelenz) est un homme politique allemand et membre du Landtag de Rhénanie-du-Nord-Westphalie (CDU).

## Biographie
Après avoir étudié à l'école primaire, Pangels travaille comme agriculteur. En 1958, il devient membre de la CDU. Il est membre de divers comités du parti, dont en tant que président de l'association CDU de l'arrondissement de Heinsberg. Du 31 mai 1990 jusqu'à sa mort le 23 novembre 2004, Pangels est membre du Landtag de Rhénanie-du-Nord-Westphalie. De 1990 jusqu'à sa mort, il représente la circonscription de Heinsberg II au Landtag.
Il n'est pas seulement impliqué politiquement, mais aussi dans les églises et les organisations caritatives. En tant qu'agriculteur, il défend les préoccupations des agriculteurs du conseil d'administration de la communauté agricole de l'arrondissement
Pangels décède le 23 novembre 2004 à l'hôpital Hermann-Josef d'Erkelenz.